# Бюргерзааль (Мюнхен)
48°08′20″ пн. ш. 11°34′06″ сх. д. / 48.139023598901° пн. ш. 11.568256398915° сх. д.
Бюргерзааль (нім. Bürgersaal in München, неофіційно нім. Bürgersaalkirche) — римо-католицька церква в історичному центрі міста Мюнхен (федеральна земля Баварія), на вулиці Нойхаузер-штрассе (Neuhauser Straße); збудована у 1709—1710 роках як зал зборів для єзуїтської конгрегації Marianische Kongregation — у 1778 році цивільна зала стала молитовним приміщенням.

## Історія та опис
Після того, як стара зала для зборів стало надто малою, члени єзуїтської конгрегації «Mariä Verkündigung» вирішили збудувати нову. Оскільки вона спочатку не призначалася для проведення церковних служб, було прийнято рішення розмістити її на вулиці Зальцштрассе — неподалік від єзуїтського монастиря Святого Михаїла, в гімназії якого було засновано саму конгрегацію. Будівництво фінансували із приватних джерел: гроші збирали серед членів конгрегацією. У 1709—1710 роках, під час правління в Баварії імператорської адміністрації (Kaiserliche Administration in Bayern), місцевий архітектор Йоганн Георг Еттенхофер (Johann Georg Ettenhofer, 1668—1741) керував будівництвом будівлі як головний майстер; сам будинок зводився за проєктом придворного архітектора Джованні Антоніо Віскарді (Giovanni Antonio Viscardi). З 1778 року цивільна зала стала використовуватися як молитовне приміщення.
Під час Другої світової війни, внаслідок повітряних нальотів 1944 року, Бюргерзааль був практично повністю зруйнований: винятком стали зовнішні стіни та головний фасад. Церква стала першою з відновлених мюнхенських церков — відновлена вже у 1945—1946 роках. Лише стельова фреска «Mariae Himmelfahrt», створена Мартіном Кноллером у 1773—1774 роках, не була реконструйована. Поруч із вівтарем «нижньої» частини церкви є могила єзуїта і борця антинацистського опору, священника Руперта Маєра, який 3 травня 1987 року був зарахований до лику блаженних папою римським Іоанном Павлом II. У кількох кімнатах за нижньою церквою розташований невеликий музей, присвячений як історії громади «Mariä Verkündigung», так і життю отця Майєра.